# Thành Liêm
Thành Liêm (tiếng Trung: 成廉; bính âm: Cheng Lian; ? – 198?), không rõ tên tự, là tướng lĩnh dưới trướng quân phiệt Lã Bố vào đầu thời Tam Quốc trong lịch sử Trung Quốc.

## Cuộc đời
Thành Liêm không rõ quê quán, là tướng lĩnh thân cận của Lã Bố, cùng Ngụy Việt (魏越) được gọi là "kiêu tướng" (驍將).
Năm 192, Viên Thiệu cùng Công Tôn Toản tranh đoạt Ký Châu. Lã Bố khi đó đầu phục Viên Thiệu, được Thiệu sai đi đánh Hắc Sơn quân Trương Yên, là minh hữu của Toản. Quân Viên đánh tới Thường Sơn, đối đầu với quân Hắc Sơn hơn vạn người, mấy nghìn kỵ binh do Đỗ Trường (杜長) chỉ huy. Thành Liêm, Ngụy Việt cùng mấy chục kỵ binh theo Lã Bố xông trận, phá tan trận hình quân địch. Trận chiến diễn ra hơn mười ngày, quân Trương Yên đại bại.
Năm 198, Tào Tháo đánh Từ Châu, sai Nhạc Tiến tiến quân đến Hạ Phi. Lã Bố đem quân phục kích, bị quân Tào đánh bại. Thành Liêm bị Nhạc Tiến bắt sống.

## Trong văn hóa
Trong tiểu thuyết Tam quốc diễn nghĩa, Thành Liêm xuất hiện ở hồi 11, là một trong tám kiện tướng (八健將) của Lã Bố. Lã Bố chiếm Duyện Châu, sai tám kiện tướng gồm Trương Liêu, Tang Bá, Hác Manh, Tào Tính, Thành Liêm, Ngụy Tục, Tống Hiến, Hầu Thành, chỉ huy 5 vạn quân dàn trận chống quân Tào Tháo. Hôm sau, Tào Tháo dẫn quân đánh lén Bộc Dương, bị Trần Cung đoán được, chia quân phục kích. Khi quân của Hác Manh, Tào Tính, Thành Liêm, Tống Hiến xuất hiện thì quân Tào đã cùng đường, may nhờ có Điển Vi liều mình phá vây mới thoát được.
Sau Tào Tháo trở lại thu phục Duyện Châu, dùng kế nghi binh để lừa Lã Bố ra đánh. Lã Bố trúng kế, bị Hạ Hầu Đôn, Hạ Hầu Uyên, Hứa Chử, Điển Vi, Lý Điển, Nhạc Tiến bao vây. Bố cướp đường bỏ chạy, còn Thành Liêm bị Nhạc Tiến dùng cung tên bắn chết.